# باري باتن
باري باتن (بالإنجليزية: Barry Patten)‏ هو متزلج جبال ومهندس معماري أسترالي، ولد في 11 يوليو 1927 في McKinnon, Victoria ‏ في أستراليا، وتوفي في 13 مارس 2003 في ملبورن في أستراليا.

## وصلات خارجية
- باري باتن على موقع أوليمبيديا (الإنجليزية)
- باري باتن على موقع اللجنة الأولمبية الأسترالية (الإنجليزية)